# Věž větrů
Věž větrů, známá též jako hodiny (horologium) Andronika Kyrrhestese, neoficiálně zkráceně nazývaná Aerides (Αέρηδες), je antická památka v řeckých Athénách, která sloužila jako vodní a sluneční hodiny. Nachází se v areálu dřívější římské agory v centru Atén.

## Historie
Věž byla postavena kolem roku 50 našeho letopočtu, nechal ji postavit syrský astronom Adroníkos z Cyrrhu. Někdy se uvádí, že jde o jednu z nejstarších meteorologickou stanici vůbec. Technické mechanismy odsud ukradli Římané při plenění Athén. Někdy se uvádí, že za Osmanské nadvlády fungovala věž jako dervišský klášter. V roce 2014 zde proběhla rozsáhlá rekonstrukce.

## Popis
Jedná se o kombinaci vodních a slunečních hodin, kterých je na věži celkem osm, na každé stěně jedny. Vodní hodiny stály ve věži a samotná věž sloužila jako sluneční hodiny. Stavba je 14 metrů vysoká, má půdorys osmiúhelníku o průměru 8 metrů. Na čtyřech stranách jsou reliéfy s příslušnými bohy větrů – Zefyra, Eura, Borea a Nota související se směřování strany. Na vrcholku věže bývala korouhvička ukazující směr větru.
Věž větrů mapa je vystavěna ze vzácného pentelského mramoru.